# 스파클호스

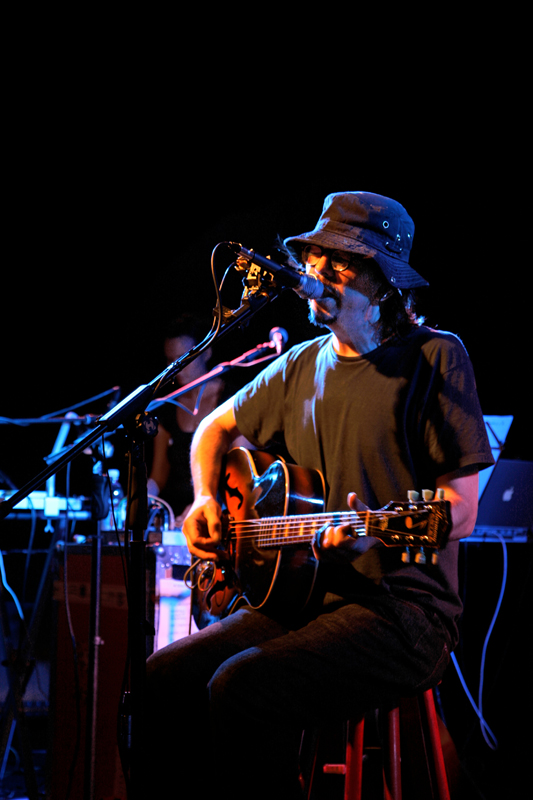

스파클호스(Sparklehorse)는 버지니아주 리치먼드 출신의 미국 인디 록 밴드로, 가수이자 멀티 악기 연주자인 마크 린커스가 주도했다. 1995년부터 린커스가 사망한 2010년까지 활동했다. 스파클호스를 결성하기 전에 린커스는 지역 밴드인 존슨 패밀리와 솔트 청크 메리(Salt Chunk Mary)의 프런트맨이었다. 이 초기 밴드에서 스파클호스가 연주한 노래는 "Someday I Will Treat You Good" 한 곡뿐이었다. 린커스는 두 단어가 합쳐져서 듣기 좋고 오토바이를 뜻하는 느슨한 은유가 될 수 있어서 '스파클호스'라는 이름을 선택했다고 말했다. 스파클호스의 창립 멤버로는 폴 왓슨(밴조, 코넷, 랩 스틸, 일렉트릭 기타), 스콧 마이너(드럼, 코드 오르간, 밴조), 조니 홋(울리처 오르간, 타악기, 백킹 보컬), 스콧 피츠시몬스(스탠드업 베이스)가 있다.

## 음반

### 스튜디오 앨범
- Vivadixiesubmarinetransmissionplot(1995년 8월, 영국 58위)
- Good Morning Spider(1998년 10월, 영국 30위)
- It's a Wonderful Life(2001년 6월, 영국 49위)
- Dreamt for Light Years in the Belly of a Mountain(2006년 9월, 미국 Heatseekers 11위, 영국 60위)
- Dark Night of the Soul(Danger Mouse와 함께, 2010년, 영국 32위)
- Bird Machine(2023년 9월)